# Matt Sorum
Matt Sorum (Venice, 19 de noviembre de 1960) es un baterista estadounidense, que formó parte del grupo The Cult durante varias encarnaciones de la banda, siendo una de sus épocas más recordadas con esta formación la correspondiente al disco Sonic Temple; a continuación, formó parte de la banda Guns N' Roses, sustituyendo a Steven Adler, cuando este fue expulsado de la banda por su fuerte adicción a la heroína en 1990.
Fue el guitarrista Slash el que se fijó en él durante un concierto de The Cult al que asistió, grupo del que en ese momento Sorum formaba parte. Debutó con Guns N' Roses en las grabaciones de Use Your Illusion I y Use Your Illusion II; en el momento en que se incorporó al grupo, ya habían sido compuestos temas como "Civil War" o "Don't Cry", dado que incluso Steven Adler llegó a interpretar "Civil War" en su última actuación con la banda; por ello, Matt Sorum volvió a grabar las pistas de batería que había dejado su predecesor; participó también en The Spaghetti Incident?, permaneciendo en la banda hasta su despido en 1997. Tras unos años erráticos de proyectos musicales de poca repercusión mediática, ha vuelto a reunirse con dos de sus compañeros en Guns N' Roses (Slash y Duff) para formar junto con Scott Weiland y otros músicos la banda Velvet Revolver, que grabó dos discos, Contraband y Libertad.
En el 2009 colaboró con la mítica banda costarricense Gandhi (banda) en la producción de su nuevo álbum Arigato No!, en el cual Matt toca la batería en la canción "Rocket".

## Biografía
Matt Sorum nació el 19 de noviembre de 1960 en Long Beach, California, bajo el nombre de Matthew Sorum.
Desde muy joven Matt se sintió atraído por la música, y principalmente por la batería, la cual comenzó a practicar, mientras escuchaba a bandas como AC/DC, Led Zeppelin, Deep Purple, Genesis, Gentle Giant, Billy Cobham, Tonny Williams y Lenny White.
En 1976 se convirtió en músico profesional, en la ciudad de Los Ángeles, cuando comenzó a tocar en bandas más o menos intrascendentes del circuito californiano.
La primera agrupación en la cual participó fue la llamada “Prophecy”, pero esto duró muy poco tiempo, ya que el escaso nivel profesional de los músicos que la integraban, pronto la hizo desaparecer.
En ese momento, el músico compositor Stephen Douglas, se contactó con Sorum, ya que le interesaba proponerle que se uniera a él en su nueva banda, llamada “Chateau”.
Con Chateau, Matt comenzó a recorrer el circuito musical hollywodense, y poco a poco la banda fue cobrando una relativa trascendencia, hasta haber logrado que algunas estaciones de radio local pasaran en rotación uno de los primeros sencillos en demo del grupo. 
Sin embargo, poco tiempo después la banda se disolvió, y Sorum comenzó a participar de diversas agrupaciones hollywodenses como “Population Five”, entre otras.
En 1988 el baterista fue contactado por Tori Amos, con el fin de incorporarlo a su banda, llamada “T Kant Tori Read”, para la grabación de su álbum debut.
Al año siguiente, Matt colaboró con Johnny Cash, en algunas de las canciones que fueron editadas en su producción discográfica,también, durante aquella época, trabajó como sesionista de un gran número de bandas.
Finalmente, en 1989 pasó a ser miembro de la famosa agrupación The Cult, para la gira que la agrupación se encontraba realizando ese año, y luego de finalizado el tour, continuó en el grupo, con el que trabajó varios años.
En 1990, tras el despido de Steven Adler, los integrantes de Guns N' Roses se pusieron en la rápida búsqueda de un reemplazante para el baterista, ya que la banda se hallaba en medio de las grabaciones para su placa “Use Your Illusion”.
Mediante una recomendación del guitarrista Slash, quien había observado a Sorum en vivo en varias oportunidades y en distintos grupos, y había notado el talento y profesionalismo del baterista, los restantes miembros de GN'R le ofrecieron realizar una audición para evaluar la posibilidad de contratarlo.
Luego de aquella primera audición, los músicos decidieron inmediatamente que Sorum fuera el reemplazante de Adler.
Así fue que durante la presentación de Guns N' Roses en el festival de Rock in Rio II, realizado en Brasil en 1991, Matt fue presentado al público como el nuevo baterista de la banda.
Finalmente en 1997, Sorum fue despedido Por Axl Rose luego de que tuviera una disputa en un estudio con el guitarrista Paul Tobias quien sería el nuevo miembro de la banda tomando el puesto de Guitarrista Rítmico luego de que Gilby Clarke fuera expulsado de la banda por una discusión con el vocalista y líder de la banda, Axl Rose.
Al mantener una fuerte amistad con el guitarrista Slash, Matt decidió seguir sus pasos, y colaboró en el proyecto solista de Slash, Slash's Snakepit.
Posteriormente, Sorum junto a Slash y Duff McKagan comenzaron a forjar el nuevo proyecto, llamado Velvet Revolver, mientras participaba como miembro de la banda Camp Freddy.
Por otro lado, Sorum ha editado su trabajo solista,“Hollywood Zen”, un disco que reúne su talento, y refleja las experiencias vividas del músico, tanto de en su aspecto profesional como personal,un trabajo donde el baterista expresa, mediante su talento, sus dos décadas con el rock & roll, las relaciones, su adicción a las drogas, la vida en Los Ángeles, entre otras historias personales. 
El disco fue coproducido por Lanny Córdoba, mezclado por el ingeniero de sonido Kevin Smith, y en él participaron gran cantidad de amigos del músico.

## Velvet Revolver (2002 - 2012)
La banda Velvet Revolver se comenzó a forjar en la primavera de 2002, cuando el guitarrista Slash, el bajista Duff McKagan y el baterista Matt Sorum, se reunieron para tocar en un festival a beneficio del músico Randy Castillo en 2002.
En esa presentación, los tres músicos notaron la gran química que aún se mantenía entre ellos, y fue entonces cuando decidieron comenzar un nuevo proyecto juntos. Así fue que comenzaron con lo que llamaron al principio “El Proyecto”, hasta hallar el nombre adecuado para este nuevo grupo.
Contactaron a Izzy Stradlin para proponerle unírseles a ellos en esta nueva banda que comenzaba a dar sus primeros pasos, pero el guitarrista rechazó la invitación, ya que no quería abandonar su trabajo solista.
Así fue como se unió a ellos, el guitarrista Dave Kushner, exmiembro de Wasted Youth. Ya con anterioridad, Kushner había colaborado con algunos proyectos de Slash y de McKagan, por lo cual, al recibir la propuesta inmediatamente aceptó la oferta.
De manera inmediata, los músicos comenzaron la búsqueda de un cantante, para lo cual realizaron una serie de programas en la cadena televisiva VH1, en formato de documental, para mostrar la búsqueda del vocalista que integraría la banda.
Varios fueron los cantantes que estuvieron propuestos, pero que por diversos motivos no pasaron a integrar las filas de VR. Entre ellos se destacan el canadiense Todd Kerns, de Age of Electric, Josh Tood, de Buckcherry, Nelly Shaefer de Neurotica, Travis Meeks de Days of the News, y Sebastian Bach, de Skid Row, quien rechazó la propuesta por su fuerte amistad con W. Axl Rose.
Finalmente, luego de varias audiciones y pruebas, el elegido fue el cantante Scott Weiland, exmiembro de Stone Temple Pilots, quien se propuso para el puesto luego de haber escuchado el material que la banda estaba preparando.
El proyecto se hizo cada vez más fuerte, y comenzaron a pensar en los posibles nombres para denominar a la agrupación.
Fue entonces cuando Slash propuso llamarlo “Revolver”, y por su parte Weiland propuso agregar “Black Velvet”, con lo que la banda pasaría a llamarse “Black Velvet Revolver”.
No obstante, Slash pensó que ese nombre sonaba muy similar a Stone Temple Pilots, y decidió finalmente que el nombre del proyecto sería “Velvet Revolver”.
Muchas versiones indican que en realidad fueron los tres exmiembros de GN'R los que crearon el nombre del grupo, en función de aquella vieja banda, ya que “Revolver” remite a “Guns”, y “Velvet” (terciopelo) se lo relaciona con la textura que tienen las rosas.
Otra de las versiones señala que el nombre de la agrupación tiene más que ver con una especie de tributo a la vieja banda punk de Nueva York, The Velvet Underground, y a los legendarios Sex Pistols.
En el 2003, la banda editó su primer trabajo discográfico, mediante el simple “Set Me Free”, que fue editado como parte integrante de la banda sonora de la película “Hulk”. Posteriormente, editaron una versión del cover de Pink Floyd, “Money”, para la película “The Italian Job”.
El primer show en vivo de la banda tuvo lugar en 2003, en el club “El Rey” de Los Ángeles, California. Y Luego el grupo firmó contrato con la discográfica RCA, y comenzó a trabajar durante todo el 2003 en los estudios de grabación en la creación de lo que sería el álbum debut de Velvet Revolver.
Finalmente en junio de 2004 fue lanzada la primera producción discográfica de VR, titulada “Contraband”, cuyo álbum llegó a vender más de 2 millones de copias en los Estados Unidos para agosto de 2005.
Además, la banda inició una gira que los llevó a recorrer no sólo Estados Unidos, sino también Europa, Australia y Japón, y participando de diversos festivales como “Live 8”, entre otros.
En 2005 editaron el simple “Come On, Come In”, como banda sonora de la película “Fantastic Four”.
A mediados del 2007 lanzaron su última producción discográfica llamada “Libertad”. Inmediatamente realizaron una importante gira (la cual incluyó Sudamérica). 
Actualmente la banda se encuentra disuelta debido a la muerte de su vocalista Scott Weiland.

## Discografía
Con Q16
- 1986: A Thousand Reasons

Con Hawk
- 1986: Hawk

Con Jeff Paris
- 1987: Wired Up

Con Y Kant Tori Read
- 1988: Y Kant Tori Read

Con Johnny Crash
- 1990 (Editado en el 2008): Unfinished Business

Con Guns N' Roses
- 1991: Use Your Illusion I
- 1991: Use Your Illusion II
- 1993: The Spaghetti Incident?
- 1999: Live Era: '87-'93
- 2004: Greatest Hits

Con Slash's Snakepit
- 1995: It's Five O' Clock Somewhere

Con Neurotic Outsiders
- 1996: Neurotic Outsiders

Con Binge
- 1999: Crash

Con The Cult
- 2001: Beyond Good And Evil

Matt Sorum
- 2003: Hollywood Zen
- 2015 : Stratosphere

Con Velvet Revolver
- 2004: Contraband
- 2007: Libertad

Con Circus Diablo
- 2004: Circus Diablo

## Colaboraciones
- Duff McKagan “Believe In Me” (1993)
- Gilby Clarke “Pawnshop Guitars” (1994)
- The Buddy Rich Band “Burning For Buddy” (1994)
- Glenn Hughes “Feel” (1995)
- Teddy Andreas “Innocent Loser” (1996)
- Glenn Hughes “The Way It Is” (1999)
- Milkweed “Milkweed” (2000)
- The Cult “Rare Cult” (6 CD) (2000)
- Haven “The Road” (2001)
- Ecoline Crush “Brand New History” (2001)
- Gandhi “Rocket” (2009)